# Гранд-Ки (остров)
Гранд-Ки (англ. Grand Cay) — равнинный остров в составе Багамских островов. В административном отношении относится к району Гранд-Ки.

## География
Остров расположен на севере островов Абако между группой островов Волкерс-Ки и островами Дабл-Брестер. Остров равнинный, восточная часть заболочена. Длина 1,8 км, ширина 380 м — 1,5 км.

## Туризм
На острове популярны дайвинг и рыбалка.